# Balionycteris maculata
Balionycteris maculata — вид рукокрилих, родини Криланових.

## Поширення та екологія
Цей вид зустрічається на всьому Малайському півострові, північному й західному Борнео, архіпелазі Ріау (Бруней-Даруссалам, Індонезія, Малайзія, Таїланд). Поширений в первинних тропічних лісах низовини від рівня моря до 1500 м над рівнем моря, а також знаходиться в мангрових заростях. На Калімантані мешкає у вторинному і первинному лісі. Лаштує сідала в кронах пальм, в папоротях на каучукових деревах і в розкопаних гніздах термітів. Це не печерний житель, але був записаний в печері в штаті Сабах. Звичайно утворює невеликі групи.

## Морфологія
Морфометрія. Довжина голови й тіла: 50—66 мм, видимого хвоста нема, довжина передпліччя: 39—43 мм, вага: 9.5—14.5 грам.
Опис. Шерсть м'яка. Колір кіптяво-коричневий зверху і сіруватий знизу, голова чорнувата, і темно-коричневі крила відзначені жовтими плямами. Balionycteris нагадує Chironax за структурними особливостями. Має великі очі, з блідою плямою під кожним. Ніздрі довгі й дещо трубчасті, а вуха маленькі. Має кіготь на другому пальці кожної руки, що дозволяє чіплятися за фруктові дерева. Хвоста не має.

## Загрози та охорона
Постійна вирубка лісу в усьому діапазоні поширення виду загрожує стабільності його населення. Попит на пальмову олію призвів до загибелі великої кількості первинних лісів. Попри внесок багатьох рукокрилих до запилення і розповсюдження насіння багатьох плодових культур, переслідування рукокрилих також є загрозою. На Малайському півострові і Борнео (Сабах, Саравак, Бруней, і західний Калімантан), цей вид зустрічається в межах кількох заповідників і природоохоронних територій, в тому числі виробничих лісів.